# Little Otter River
Little Otter River är ett vattendrag i Kanada.   Det ligger i provinsen Ontario, i den östra delen av landet, 1 400 km nordväst om huvudstaden Ottawa.
Trakten runt Little Otter River består huvudsakligen av våtmarker. Trakten runt Little Otter River är nära nog obefolkad, med mindre än två invånare per kvadratkilometer.